# 瓦莱多里亚
瓦莱多里亚（義大利語：Valledoria），是意大利萨萨里省的一个市镇。总面积24.45平方公里，人口4153人，人口密度169.9人/平方公里（2009年）。ISTAT代码为090079。